# Probo (console 502)
Flavio Probo (latino: Flavius Probus; fl. 502-542) è stato un funzionario e ambasciatore bizantino imparentato con l'imperatore Anastasio I.

## Biografia
Probo era nipote dell'imperatore Anastasio I e cugino dei fratelli Ipazio e Pompeo. Era un monofisita.
Nel 502 fu nominato console per l'Oriente.
Amico del monaco Severo (poi divenuto patriarca di Antiochia), lo presentò ad Anastasio quando il primo si recò a Costantinopoli.
Nel 519, in occasione delle indagini su Pietro di Apamea, fu acclamato assieme a Ipazio.
Nel 526 (forse elevato alla carica di magister militum, sicuramente già patricius) fu inviato dall'imperatore Giustino I come ambasciatore presso gli Unni; ricevette dall'imperatore del denaro, da utilizzare per assoldare dei mercenari unni per difendere gli iberici dai Persiani, ma diede il denaro, col consenso di Giustino, a dei missionari che lavoravano tra gli Unni.
Nel 528 fu accusato di aver calunniato l'imperatore Giustiniano I; portato in giudizio il suo caso davanti al concistoro, l'imperatore stracciò la documentazione e perdonò Probo.
Nel gennaio 532 Giustiniano dovette affrontare una pericolosa rivolta popolare, passata alla storia come la rivolta di Nika. I ribelli avevano bisogno di trovare un candidato alla porpora da opporre a Giustiniano e Probo riteneva che, in quanto nipote di Anastasio, il popolo avrebbe scelto lui o uno dei suoi cugini; per questo motivo si allontanò segretamente da Costantinopoli. I ribelli si recarono alla casa di Probo, vicino al porto di Giuliano e, non trovatolo, la incendiarono. Dopo aver spento la rivolta nel sangue, Giustiniano fece mettere a morte Ipazio e esiliò Probo, confiscandone le proprietà, ma l'anno successivo cambiò idea e richiamò Probo, restituendogli ciò che gli aveva tolto.
Probo era ancora vivo nel 542, quando diede in affitto una sua casa a Giovanni di Efeso.